# Hexatoma (Eriocera) ornata
Hexatoma (Eriocera) ornata is een tweevleugelige uit de familie steltmuggen (Limoniidae). De soort komt voor in het Oriëntaals gebied.